# Nick Fry
Nicholas Richard Fry (Epsom, 29 giugno 1956) è un dirigente d'azienda britannico.

## Biografia
La sua carriera nell'automobilismo inizia con la Ford Motor Company nel 1977, come tirocinante dell'Università del Galles per la laurea in Economia e Commercio. Lavorò prima nelle vendite e poi si occupò di ricerche di mercato; nel 1978 fu trasferito allo sviluppo del prodotto come pianificatore della produzione. Ha contribuito allo sviluppo di una vasta gamma di modelli per i successivi dodici anni, compresi i modelli di prestazione diversi come la Ford Escort Cosworth, la RS200 e altri. Ha lavorato per un breve periodo anche in Aston Martin, nei primi anni novanta, quando la società era di proprietà della Ford, supervisionando lo sviluppo e il lancio del modello di successo DB7, passando dalla tradizionale fabbrica di Newport Pagnell ad una produzione su larga scala nel nuovo stabilimento di Bloxham.
A seguito di questo successo, è tornato in Ford nel 1995, prendendo il posto di capo della manutenzione all'interno dell'assistenza clienti. Il suo volto divenne noto per un dibattito in TV con Ann Robinson nel programma Watchdog della BBC, dove difese a spada tratta la gestione della Ford per una campagna di sicurezza volta al richiamo delle pompe dei servofreni nella gamma delle proprie auto diesel.
Entrò in Prodrive come amministratore delegato nel 2001, dietro persuasione di David Richards, dove è stato responsabile dell'espansione della Prodrive in servizi di ingegneria in outsourcing. Dopo quattro mesi dalla sua nomina, la Prodrive si ritrovò piena di ordini. Nel 2001 mosse passi importanti per la crescita della società, sia nel Regno Unito, sia altrove, con l'acquisizione della Tickford. Questa espansione ha visto Fry divenire amministratore delegato del gruppo, supervisionando sia la tradizionale produzione, sia le operazioni di gara.
Nel 2002, è stato nominato direttore della BAR, aggiungendo responsabilità alla sua figura in Prodrive.
Nel 2005 assume il ruolo di amministratore delegato nella neo-nata Honda, ottenendo la sua prima vittoria in qualità di direttore generale di un team di Formula 1 nel Gran Premio d'Ungheria 2006 con Jenson Button.
Continuò la collaborazione con il team di Brackley, sia nel passaggio come Brawn GP, sia in quello come Mercedes.
Il 15 giugno 2012 ha ricevuto una laurea honoris causa dall'Università di Cranfield, in riconoscimento dei suoi successi negli sport motoristici.
Nel 2013 viene resa nota la sua interruzione del rapporto con il team tedesco, venendo sostituito da Toto Wolff.